# Frits Bernard
Frits Bernard (Róterdam, 28 de agosto de 1920 - 23 de mayo de 2006) fue un psicólogo, sexólogo, y pionero del Movimiento activista pedófilo en los Países Bajos. Experto en pedofilia, publicó un gran número de obras científicas sobre este tema. Fue fundador del Enclave Kring, la primera asociación dedicada al estudio y la defensa de la pedofilia, que encabezaría la organización Enclave International en la década de 1950, y miembro destacado de la Association for the Advancement of Social Scientific Sex Research.

## Biografía
Aunque nace en los Países Bajos, Bernard se traslada con 7 años a Cataluña, donde estudia en la Escuela Alemana Internacional de Barcelona y aprende catalán, español, francés e inglés. Poco antes de la Segunda Guerra Mundial vuelve a los Países Bajos. Estudia psicología en la Universidad de Ámsterdam y obtiene el doctorado en la Universidad Radboud de Nimega, con Theo Rutten. Uno de sus amigos durante estos años fue el escritor y poeta John Hanlo.
En los años cincuenta se une al Cultuur en Ontspannings-Centrum (COC), la asociación neerlandesa de más importante de defensa de los derechos de los homosexuales, y escribe, bajo el seudónimo de Victor Servatius, para Vriendshap, la revista de la asociación, un gran número de artículos, desde una perspectiva científica y positiva, sobre homosexualidad y también, por primera vez, sobre pedofilia. En esta época funda el Enclave Kring, la primera asociación del activismo pedófilo, con ramificaciones internacionales. En 1960, Bernard publica dos novelas sobre la pedofilia, Costa Brava, eerste Nederlandse druk y Vervolgde Minderheid, y edita un boletín informativo sobre el tema. También da conferencias y ofrece asesoramiento a los pedófilos.
En 1964, un cambio en la redacción de Vriendschap le impide continuar colaborando con el COC. A finales de los años sesenta, Bernard encuentra en la Sociedad Neerlandesa por una Reforma Sexual (NVSH) un terreno favorable para sus estudios. En 1972 publica, en colaboración con Edward Brongersma, Wijnand Sengers, Peter van Eeten e Ids Haagsma, la obra Sex met kinderen [Sexo con niños], el primer estudio exhaustivo sobre la pedofilia y la historia del activismo pedófilo hasta el momento, editada por la NVSH. Esta obra sentaría los cimientos del movimiento activista pedófilo de los años sesenta en Europa Occidental. 
Desde el año 1958, Bernard fue amigo de Edward Brongersma. Ambos trabajan juntos al inicio del movimiento pedófilo de liberación, pero en 1975 rompen relaciones a causa de disputas ideológicas.
En los años setenta, el activismo pedófilo iniciado por Bernard y otros, así como los postulados de sus investigaciones científicas, alcanzan un cierto progreso en el debate sobre la pedofilia en los Países Bajos y en otros lugares de Europa y Estados Unidos. Sin embargo, el movimiento  empezaría a retroceder a partir de los años ochenta. Bernard se jubila en 1985, pero continúa publicando trabajos sobre la pedofilia y otros temas relacionados con la sexualidad hasta su muerte en 2006.
En 1987, Bernard apareció como invitado especial en el programa en directo de Phil Donahue en la NBC, The Phil Donahue Show (retransmitido a través de 250 canales de los Estados Unidos y Canadá) y defendió abiertamente la pedofilia y el activismo pedófilo durante una hora sin interrupciones, con el apoyo de un joven de 23 años que durante su infancia había mantenido  relaciones sexuales con un adulto. Este hecho resulta muy importante, ya que 1987 era una fecha en la que el activismo pedófilo ya se enfrentaba a una hostilidad social cada vez mayor, en comparación con la situación de los años setenta.
En una entrevista en 1988, Bernard diría que hasta aquella época él mismo, como parte de su trabajo psicológico y también como testigo experto autorizado en diferentes litigios, había tratado con «más de mil adultos pedófilos y con aproximadamente tres mil niños y adolescentes que habían mantenido contactos [sexuales] con adultos».[cita requerida]